# Traité de Prague (1973)
Accord passé entre la Tchécoslovaquie et la RFA (représentée par Willy Brandt dans le cadre de l'Ostpolitik) le 11 décembre 1973 qui entérine une reconnaissance relative sur le plan diplomatique (par l'annulation des accords de Munich de 1938) et un renoncement à toute revendication territoriale.